# Godzilla vs. Megaguirus
Godzilla vs. Megaguirus, Japanse titel Godzilla × Megaguirus: G Shōmetsu Sakusen (ゴジラ×メガギラス G消滅作戦, Gojira tai Megagirasu Jī Shōmetsu Sakusen, lit. "Godzilla vs. Megaguirus: G Extermination Strategy"), is een Japanse kaijufilm uit 2000, en de 24e van de Godzillafilm. De film werd geregisseerd door Masaaki Tezuka. De special effects waren in handen van Kenji Suzuki.

## Verhaal
De film negeert de gebeurtenissen uit alle voorgaande films behalve de originele. In de continuïteit waarin de film zich afspeelt werd Godzilla nooit vernietigd door de Oxygen Destroyer. In plaats daarvan trok hij zich na zijn eerste aanval terug, waarna hij nog een keer opdook in 1966 en in 1996.
In het jaar 2001 wordt een nieuwe machine voor het genereren van miniatuur zwarte gaten getest. De machine maakt een wormhole waarlangs een enorme prehistorische libel naar het heden wordt gehaald. De libel legt een ei, en verdwijnt weer door de wormhole. Het ei, dat eigenlijk uit duizenden kleine eitjes bestaat, belandt in het riool. Daar komen ze uit en honderden larven genaamd Meganurons verlaten het riool om zich te voeden.
De larven groeien al snel uit tot volwassen formaat. Deze zwerm van libellen valt Godzilla aan. De meeste worden door Godzilla gedood, maar sommige van de libellen slagen erin wat van zijn bloed te drinken. Ze nemen het bloed mee terug naar het riool, en injecteren het bij de laatste larve alvorens te sterven. Deze laatste larve veranderd door het bloed in Megaguirus.
Na een groot deel van de stad te hebben verwoest met zijn schokgolven begeeft Megaguirus zich naar zee om Godzilla te bevechten (die ze als indringer van haar territorium ziet). Ze gebruikt haar snelheid om Godzilla’s aanvallen te misleiden. Godzilla gebruikt deze snelheid echter tegen Megaguirus door haar met volle snelheid tegen de puntige schubben op zijn rug te laten vliegen. Hierbij verliest Megaguirus een arm.
Megaguirus onthuld vervolgens dat ze door Godzilla’s bloed nu ook een atoomstraal kan afvuren. Met een enorme bal van radioactieve energie verzwakt ze Godzilla, en probeert hem vervolgens te steken met haar angel. Godzilla vangt de angel in zijn bek, en bijt hem af. Hierna slaagt hij erin Megaguirus te raken met zijn atoomstraal, waardoor het beest aan haar einde komt.
Op het eind van de film gebruikt een groep wetenschappers dezelfde machine om een zwart gat los te laten op Godzilla. Dit lijkt succesvol, maar in een extra scène na de aftiteling wordt Tokio getroffen door een “aardbeving” waarbij Godzilla’s gebrul te horen is.

## Rolverdeling
| Acteur              | Personage               |
| ------------------- | ----------------------- |
| Misato Tanaka       | Kiriko Tsujimori        |
| Shosuke Tanihara    | Hajime Kudo             |
| Masatō Ibu          | Motohiko Sugiura        |
| Yuriko Hoshi        | Prof. Yoshino Yoshizawa |
| Toshiyuki Nagashima | Takuji Miyagawa         |
| Tsutomu Kitagawa    | Godzilla                |
| Minoru Watanabe     | Megaguirus              |

## Achtergrond

### Titels
- Godzilla X Megaguirus: G Extermination Strategy
- Godzilla vs. Megaguirus
- Godzilla X Megaguirus
- GXM

### Opbrengsten
Godzilla vs. Megaguirus was tijdens de periode waarin hij in de Japanse bioscopen draaide een financiële teleurstelling. De film bracht amper 10 miljoen dollar op, waarmee de film de minst succesvolle van de millenniumreeks was.

## Prijzen en nominaties
In 2003 won "Godzilla vs. Megaguirus" op het Asia-Pacific Film Festival de prijs voor beste montage.

## Trivia
- Megaguirus is gebaseerd op een monster dat voor het eerst verscheen in de film Rodan uit 1956.
- De openingsscène van de film bestaat uit beeldmateriaal van de originele Godzillafilm, waar de moderne Godzilla digitaal in gemonteerd is.